# 디에고 데메
디에고 데메(독일어: Diego Demme, 1991년 11월 21일 ~ )는 독일의 축구 선수로 포지션은 수비형 미드필더이다. 현재 세리에 A의 SSC 나폴리와 독일 축구 국가대표팀에서 활동하고 있다.

## 어린 시절
디에고 데메는 1991년 11월 21일 독일의 헤르포르트에서 이탈리아인 아버지 빈첸초 뎀메(이탈리아어: Vincenzo Demme)와 독일인 어머니 사이에서 태어났다. 그의 아버지는 디에고 마라도나와 SSC 나폴리의 지지자였고 그의 아들에게 마라도나의 이름 '디에고'를 지어주었다.

## 개인사
이탈리아계 독일인인 디에고 데메는 독일 여권과 이탈리아 여권을 모두 가지고 있다.